# Philipp Umbscheiden
Philipp Umbscheiden (* 8. Oktober 1816 in Grünstadt; † 9. Juli 1870 in München) war ein deutscher Jurist und Politiker.

## Leben
Nach dem Besuch der Lateinschule Grünstadt, sowie des Gymnasiums in Bergzabern studierte Umbscheiden in Erlangen und Würzburg Rechtswissenschaft. In der Erlanger Zeit war er 1835 Mitglied der Alten Erlanger Burschenschaft Germania, trat dort aber nach einem Verbot dieser Studentenverbindung 1835 oder 1836 aus und wurde 1836 Mitglied des Corps Baruthia. Nach dem Abschluss der juristischen Ausbildung wurde er Friedensrichter in Dahn.
1848/49 vertrat er den Wahlkreis Bergzabern in der Frankfurter Nationalversammlung. Er gehörte dort dem Nürnberger Hof, der Linke im engeren Sinne an. Umbscheiden war Mitglied im Märzverein und seit 11. April 1849 Mitglied im Ausschuß für die Durchführung der Reichsverfassung. Nach Auflösung des Rumpfparlaments wurde er 1850 mit dem Argument, er habe die Grundsätze der extremen Linken vertreten, in den Ruhestand versetzt.
Nach einem kurzen Exil in Genf saß er von 1861 bis 1870 im Bayerischen Landtag. Im pfälzischen Gesangbuchstreit ergriff er später Partei gegen das
neueingeführte Gesangbuch und gegen das Konsistorium. Er war auch Verfasser politischer Aufsätze.
Umbscheiden wurde erst 1868 rehabilitiert und zum königlichen Appelationsgerichtsrat in Zweibrücken ernannt. Er starb 53-jährig in München an einer Nierenentzündung.

## Familie
Sein Vater war der Friedensgerichtsschreiber Carl Ludwig Umbscheiden, der noch mit 72 Jahren zum Richter in Bergzabern ernannt wurde, die Mutter stammte aus der liberalen Pfarrerfamilie Geul. Drei Brüder waren 1849 im Pfälzischen Aufstand aktiv beteiligt, Franz Umbscheiden wurde in Abwesenheit zum Tode verurteilt und emigrierte.